# Fredrik Brattberg
Fredrik Brattberg (* 1978 in Porsgrunn) ist ein norwegischer Komponist und Dramatiker der u. a. am Schauspiel Frankfurt, am Théâtre de la Cité Toulouse (Frankreich) und am Akvavit Theatre in Chicago (USA) gespielt wird. Er wird in Deutschland vom Drei Masken Verlag vertreten.

## Leben
Brattberg ist einer der am häufigsten gespielten norwegischen Dramatiker der Gegenwart. Seine Stücke werden u. a. in Norwegen, China, England, Deutschland, den USA, Dänemark, Frankreich, Tschechien, der Türkei, Indonesien, Rumänien und Israel gezeigt.
Im Jahr 2012 gewann er den Ibsen Award für sein Stück Tilbakekomstene. Das Stück trägt den deutschen Titel Wieder da. Die deutschsprachige Erstaufführung war im September 2019 am Schauspiel Frankfurt. 2024 wurde sein Stück Break of Day am Anhaltischen Theater in Dessau uraufgeführt. Es war die erste Uraufführung eines seiner Stücke in Deutschland. Beide Stücke wurden von Hinrich Schmidt-Henkel übersetzt und von Kornelius Eich inszeniert. Beide Premieren fanden in Anwesenheit des Autors statt.

## Stil
Brattberg arbeitet häufig mit Wiederholungen und Variationen und hat damit einen ganz eigenen Stil entwickelt. In seinen Texten ist seine musikalische Ausbildung zu spüren. Der Journalist Roland Dippel schrieb anlässlich der Uraufführung von Break of Day in Dessau: "Aus der Dynastie genauer Menschenbeobachter wie Henrik Ibsen und Ingmar Bergman stammt auch der Komponist und Dramatiker Fredrik Brattberg. [...] Nur interessiert Brattberg sich nicht für die Psychologie wie seine Vorgänger, sondern für Irregularitäten, durch die sich zwischenmenschliche Rituale wandeln und die Beziehungen mit ihnen. Probleme werden nicht diagnostiziert, nicht definiert, nicht erörtert und nicht gelöst. Man weiß bei Brattberg auch nicht, ob Probleme durch Irregularität entstehen oder die Irregularität durch das nicht artikulierte Problem." Außerdem bezeichnet er die Dialoge als in "Prosa transformierte Prinzipien der Minimal Music".

## Stücke (Auswahl)
- Südseite[10]
- Wieder da[11]
- Jesu Auferstehung und Tod[12]
- Break of Day[13]

## Preise und Nominierungen (Auswahl)
- Ferdinand Vanek-Preis 2012 (gewonnen)
- Ibsen Award 2012 (gewonnen)
- Le Prix Godot 2016 (nominiert)
- Heddaprisen 2020 (nominiert)[14][15]